# Auxesini
Auxesini (лат.) — триба жуков-усачей из подсемейства настоящих усачей (Cerambycinae). Африка и Мадагаскар.

## Описание
Тело удлиненное, среднего размера, длина от 10 до 40 мм. Голова заметно шире переднеспинки. Глаза в основном почковидные, цельные (не полностью разделены на верхнюю и нижнюю доли). Усики в основном нитевидные, невооруженные; усики 11-члениковые, длинные, заходят за кончик брюшка. Переднеспинка в целом удлиненная (заметно длиннее ширины); боковые края переднеспинки невооруженные, без отчетливых шипов и бугорков. Вершины надкрылий отчетливо заостренные (образуют острое острие).

## Классификация
Триба включает 8 родов и около 20 видов. Иногда рассматривается в качестве подтрибы Auxesina Lepesme & Breuning, 1952 nec Lacordaire, 1869 в составе крупной трибы Xystrocerini Blanchard, 1845 или в Psathyrini (или даже в составе Dorcaschematini из подсемейства Lamiinae).
- Auxesis Thomson, 1858
  - Auxesis gabonicus Thomson, 1858
- Linopodius Fairmaire 1896 (или Psathyrini)
  - Linopodius acutipennis  Fairmaire, 1896 — Мадагаскар
- Linopteridius Fairmaire 1896 (или Psathyrini, или Xystrocerini)
  - Linopteridius africanus Villiers, 1972
  - Linopteridius annulipes Breuning & Villiers, 1958
  - Linopteridius brunneus (Aurivillius, 1908)
  - Linopteridius fuscipleuris Fairmaire, 1896
  - Linopteridius hirsutus Breuning & Villiers, 1958
  - Linopteridius minimus Breuning & Villiers, 1958
- Linopteropsis Breuning & Villiers 1958 (или Psathyrini, или Xystrocerini)
  - Linopteropsis sparsepunctatus Breuning & Villiers, 1958 — Мадагаскар
- Longelinopodius Breuning & Villiers 1958 (или Psathyrini, или Xystrocerini)
  - Longelinopodius longicollis (Fairmaire, 1903) — Мадагаскар
- Parauxesis Aurivillius 1915
  - Parauxesis cicatricosa Aurvillius, 1915
  - Parauxesis juheli Adlbauer, 2014
  - Parauxesis machadoi Lepesme, 1953
  - Parauxesis werneri Adlbauer, 2001
- Psathyrioides Breuning & Villiers 1958 (или Psathyrini, или Xystrocerini, или Lamiinae)
  - Psathyrioides longipennis (Gahan, 1890) — Мадагаскар
- Tricholinopteridius Breuning & Villiers 1958 (или Psathyrini, или Xystrocerini, или Lamiinae)
  - Tricholinopteridius villosus Breuning & Villiers, 1958 — Мадагаскар[4]